# Nakumonka (canción)
«Nakumonka» es el decimosexto sencillo de la banda japonesa Ikimono Gakari, lanzado el 11 de noviembre de 2009, para formar parte de su cuarto álbum Hajimari No Uta. 
Tema principal de la película japonesa de mismo nombre, Nakumonka.
Último sencillo de Hajimari No Uta.

## Canciones
1. Nakumonka (なくもんか) "No voy a llorar"
2. Orion (オリオン)
3. Nakumonka: Instrumental